# Нежданов, Алексей Алексеевич
Алексе́й Алексе́евич Нежда́нов (Васи́льев) (10 марта 1906, Корсаков Клин, Псковская губерния — 26 ноября 1985, Тюмень) — советский журналист, главный редактор областной газеты «Тюменская правда», председатель областного отделения Союза журналистов СССР.

## Биография

### Детство и ранние годы
Родился 10 марта 1906 года в деревне Корсаков Клин Псковской губернии (ныне деревня Клин Солецкого района Новгородской области).
После рождения остался сиротой. Его вырастила и подняла на ноги тетка Анна Васильевна Васильева.
В 1913—1923 гг. — учеба в школе второй ступени.
С 1917 года посещал литературный кружок, что заложило основу будущей профессии.
Трудовую деятельность начал сразу после окончания школы с работы заведующим избой-читальней.

### Начало журналистской карьеры
В 1925 году был направлен во Псков, где начал журналистскую деятельность в районных газетах «Юный пахарь» и «Псковский набат» в качестве литсотрудника.
В 1931—1941 гг. жил и работал в Ленинграде. Заведовал отделом журнала «Красная деревня» (г. Ленинград), был ответственным редактором массово-политической литературы Ленинградского газетно-журнального и книжного издательства.
С марта 1941 года — член КПСС.
В 1942 году вместе с семьей был эвакуирован в Тюмень.

### В Тюмени
Во время Великой Отечественной войны в 1942—1944 гг. Нежданов работал литсотрудником и редактором тюменской городской газеты «Красное знамя».
Летом 1944 года был опубликован Указ Верховного совета СССР «Об образовании Тюменской области». В связи с этим в сентябре принято постановление Тюменского обкома партии по реорганизации газеты «Красное знамя» в областную. С 1 октября 1944 г. газета стала областной и получила название «Тюменская правда». Несмотря на реорганизацию газеты, с осени 1944 года Нежданов А. А. продолжил работу в газете «Тюменская правда».
В 1946—1952 году обучался и окончил заочное отделение Высшей партийной школы при ЦК КПСС и курсы редакторов областных газет при ЦК КПСС.
В 1952—1962 гг. — редактор газеты «Тюменская правда».
В 1957 году стал одним из создателей Тюменского областного Союза журналистов СССР, возглавлял правление этой общественной организации.
С 1957 по 1962 гг. — председатель областного отделения Союза журналистов СССР.
В 1962—1965 гг. — старший редактор, главный редактор Тюменского областного комитета по радиовещанию и телевидению.
1965—1974 гг. — заместитель председателя Тюменского областного комитета по радиовещанию и телевидению.
Более 20 лет по совместительству выполнял обязанности внештатного корреспондента ТАСС по Тюменской области.
Помимо журналистской деятельности участвовал в общественно-политической жизни Тюмени. В 1945—1962 гг. избирался членом бюро горкома и членом бюро обкома КПСС. Депутат Тюменского городского Совета депутатов трудящихся.

## Из воспоминаний коллег
- «В коллективе стало известно, что будет создаваться областная организация Союза журналистов СССР. Оргкомитетом руководил главный редактор Алексей Нежданов. Все, кто проявил интерес к вступлению в Союз, собрались в его небольшом уютном кабинете. В оргкомитет вошли ведущие журналисты города: Нежданов, ответственный секретарь Ольга Крицкая и другие. Алексей Алексеевич рассказал о решении центрального Союза журналистов о создании областных организаций, о задачах и планах. Потом начался прием в члены союза. К этому событию готовились. Нужно было иметь хорошие публикации, чтобы показать, что ты человек творческий. Факт работы в газете еще не давал права быть членом организации»[7].

Из воспоминаний Исая Давыдова:
- «Мягкий, добрый, прекрасно образованный человек, увлеченный книголюб, он руководил газетой самыми интеллигентными методами, какие довелось мне увидеть в жизни. Издание при нем было очень интересным. А абсолютную человеческую порядочность А. Нежданова не раз испытывал я на себе»[8].

## Книги
А. А. Нежданов является автором 14 книг и брошюр:
- «Голубой океан»
- «Стахановские школы в колхозах», 1940 г.
- «Слуга народа»
- «Счастье пришло в село Чуртан», 1958 г.
- «От Тюмени до Салехарда», 1961 г.
- «Хозяева земли»
- «Сибирское село на пути к коммунизму»
- Составитель сборника «Тюменский самородок», 1974 г.

и др.

## Награды и почетные звания
- Орден «Знак Почёта»
- Медаль «За доблестный труд в Великой Отечественной войне 1941—1945 гг.»
- Медаль «За освоение целинных земель»
- Медаль «Ветеран труда»
- Большая и Малая серебряные медали ВДНХ СССР
- почётное звание «Легенда Тюменской прессы», присвоено в 2015 году (посмертно)[9]

## Семья
- Жена — Нежданова (Болдаева) Нина Родионовна (10.05.1913 — 20.07.2005 г., г. Тюмень)
- Брат жены — Болдаев Михаил Родионович, кандидат биологических наук, доцент, один из основателей Института биологии ТюмГУ[10]
- Сын — Нежданов Алексей Алексеевич (род. 17.01.1946 г., г. Тюмень), доктор геолого-минералогических наук, профессор, заслуженный геолог РФ[11].
- Внук — Нежданов Лев Алексеевич (род. 11.02.1969 г., г. Тюмень), с 2000 года исполнительный директор ОАО «Тюменский дом печати»[12].
- Правнук — Нежданов Владимир Львович (род. 24.02.1993 г., г. Тюмень), магистр международных отношений, востоковед-китаист[13].